# Rijswijksche Hockey Club
De Rijswijksche Hockey Club is een Nederlandse hockeyclub uit het Zuid-Hollandse Rijswijk. De club werd op 15 april 1931 opgericht volgens het Koninklijk Besluit waarin aan deze oprichting goedkeuring werd verleend. De club is gevestigd aan de Lange Kleiweg ter hoogte van het Elsenburgerbos vlak naast de Spoorlijn Den Haag - Delft - Rotterdam.
Heren 1 speelt sinds het seizoen 2016-2017 in de eerste klasse van de KNHB. Dames 1 speelt sinds het seizoen 2023-2024 in de tweede klasse.
In het seizoen 2023-2024 won Heren 1 onder leiding van coach Dirk Wils en assistent Daniël Veltman de Silver Cup.